# Rugby op de Paralympische Zomerspelen

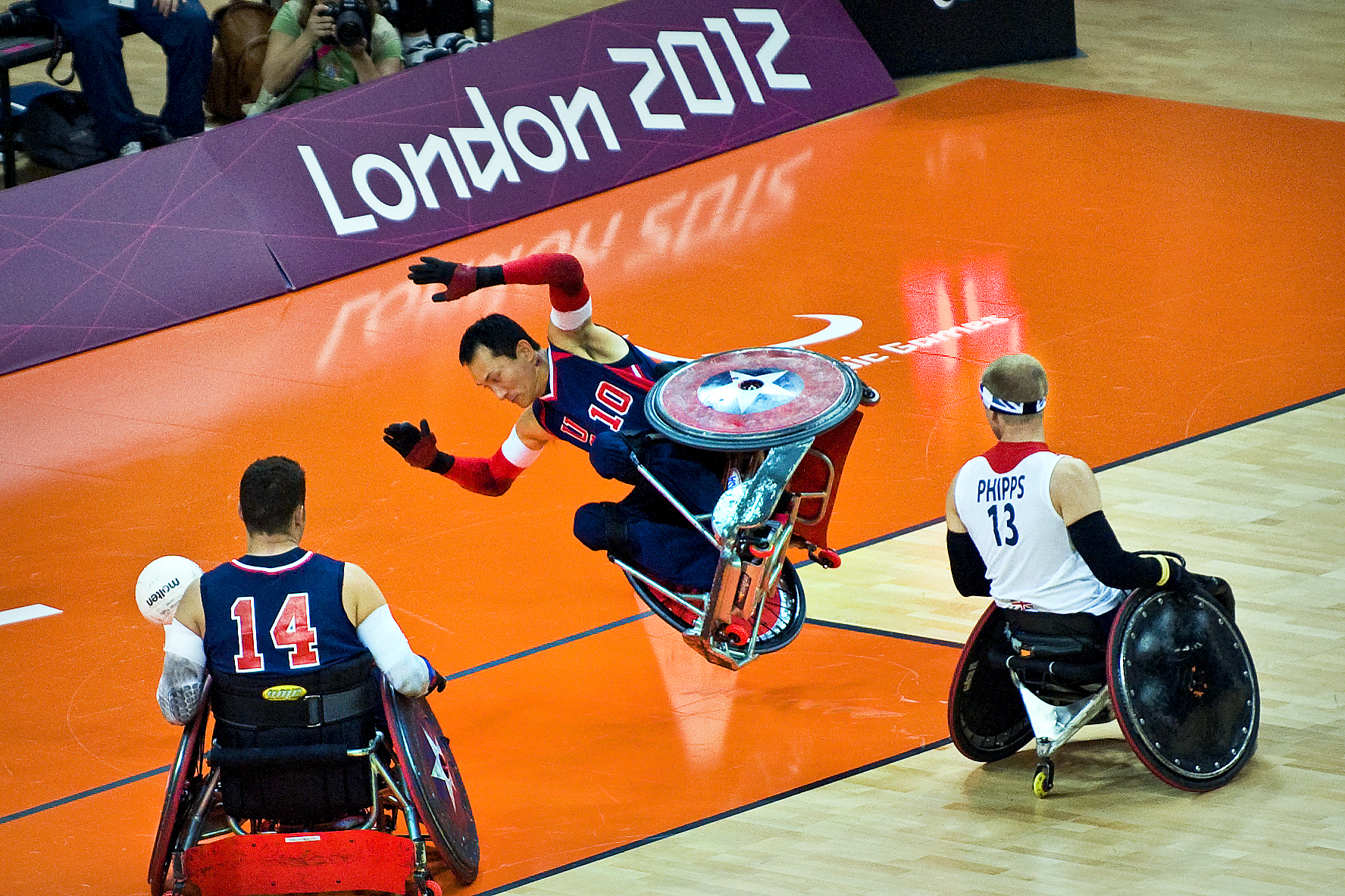
Verenigde Staten - Groot-Brittannië, tijdens de Paralympische Zomerspelen 2012

Quad Rugby is een van de sporten die op het programma van de Paralympische Spelen staan. Deze tak van de rugbysport is ook bekend onder de naam rolstoelrugby en Murderball.
De sport staat onder auspiciën van de International Wheelchair Rugby Federation (IWRF). Het is een teamsport voor mannen en vrouwen met tetraplegie, dat wil zeggen dat er beperkingen zijn aan alle vier de ledematen. De sport is ontstaan als variant op rolstoelbasketbal om ook mensen met beperkingen aan de armen te kunnen laten sporten.
Er is op de Spelen een gemengd toernooi. De meeste teams bestaan uit mannen, maar vrouwen kunnen ook meedoen. Elk land mag met een team van elf sporters meedoen, of een team van twaalf als daar ten minste één vrouw bij zit.

## Geschiedenis
Het rugby was een demonstratiesport in 1996 de paralympische competitie werd toen gewonnen door Amerika. Vanaf Sydney 2000 staat het op het programma. Deze eerste officiële competitie werd ook gewonnen door Amerika.

## Medailles
| Editie              | Goud · | Zilver · | Brons · |
| ------------------- | ------ | -------- | ------- |
| Sydney 2000         | USA    | AUS      | NZL     |
| Athene 2004         | NZL    | CAN      | USA     |
| Beijing 2008        | USA    | AUS      | CAN     |
| Londen 2012         | AUS    | CAN      | USA     |
| Rio de Janeiro 2016 | AUS    | USA      | JPN     |

## Deelnemende landen
| Editie              | landen                                        |
| ------------------- | --------------------------------------------- |
| Sydney 2000         | USA - AUS - SWE - SUI - NZL - CAN - GBR - GER |
| Athene 2004         | USA - NZL - AUS - JPN - GBR - CAN - BEL - GER |
| Beijing 2008        | USA - CAN - JPN - CHN - AUS - GBR - NZL - GER |
| Londen 2012         | USA - GBR - JPN - FRA - SWE - BEL - AUS - CAN |
| Rio de Janeiro 2016 | USA - SWE - GBR - JPN - FRA - CAN - BRA - AUS |